# Assassinato de Gabrielle Petito
Gabrielle "Gabby" Petito (19 de março de 1999, Condado de Suffolk, Nova Iorque – 27 de agosto de 2021, Condado de Teton, Wyoming) foi uma blogueira americana assassinada pelo noivo, Brian Laundrie, que cometeu suicídio poucos dias depois. 

## Biografia
Nascida no Condado de Suffolk, Nova Iorque, era filha de Joseph Petito e Nichole Schmidt, que estavam divorciados. Em sua homenagem, seu pais criaram a Gabby Petito Foundation com o objetivo de ajudar na localização de pessoas desaparecidas e também no combate à violência doméstica. 

## Cronologia
Ela e seu noivo Brian Laundrie deixaram Nova Iorque no dia 2 de Julho de 2021 para uma viagem ao redor dos Estados Unidos em uma van Ford Transit, modelo 2012. A blogueira estava documentando sua jornada em seu canal no YouTube, Nomadic Statik, e tanto ela quanto Brian postavam atualizações em seus perfis no Instagram.   

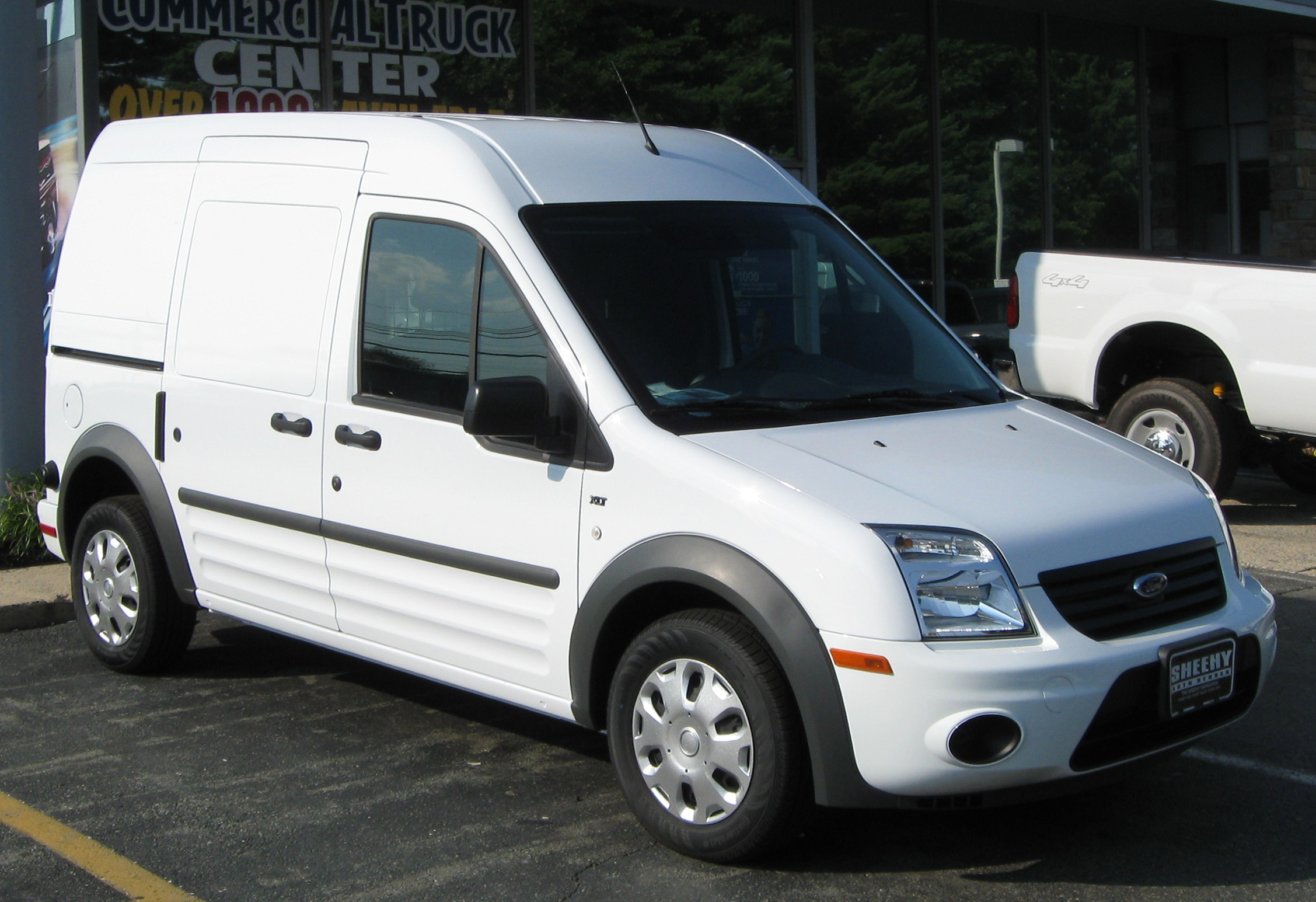
Van parecida com a usada pelo casal

No dia 12 de Agosto de 2021, a polícia da cidade de Moab, localizada no estado de Utah, interviu em uma disputa doméstica entre o casal. Nenhum dos dois prestou queixa e a polícia arrumou um quarto em um hotel da cidade para que os dois pudessem se separar por uma noite. Uma testemunha que ligou para o 911 (número de emergência nos EUA), disse ter ouvido uma discussão entre Gabby e Brian e quando o noivo de Petito entrou na van, a blogueira entrou pela janela para conseguir entrar no veículo. Quando os policiais chegaram, Gabrielle estava chorando no banco do passageiro e contou aos oficiais que sofria com problemas de saúde mental.  
"No final de agosto, as ligações de Petito para a mãe pararam. As postagens regulares nas redes sociais cessaram", reportou a CNN. 
Brian Laundrie voltou ao estado da Flórida no dia 1º de Setembro de 2021, sem Gabrielle, e a família de Petito reportou seu desaparecimento no dia 11 de Setembro de 2021. Brian foi declarado desaparecido em 17 de Setembro, depois desta visita aos pais, e passou a ser considerado como "pessoa de interesse" quando ele usou um cartão de crédito no nome de Gabby.  
No dia 16 de Setembro de 2021, a afiliada da FOX em Salt Lake City, Utah, informou que Gabby Petito havia passado a noite do dia 24 de Agosto de 2021 no hotel Fairfield Inn, perto do aeroporto local.
No dia 19 de setembro de 2021, um corpo que correspondia à descrição da Gabby Petito foi encontrado por equipes de busca em um parque nacional no estado de Wyoming, nos Estados Unidos. 
O corpo de Brian foi encontrado no Parque Ambiental Myakkahatchee Creek, na Flórida, em meados de outubro, após diversas semanas de buscas. 

## Causa da morte
Gabby morreu por estrangulamento e a polícia declarou o incidente como homicídio, apesar de Brian ter deixado um caderno de anotações perto do local onde se suicidou onde relatou que ela teria se acidentado. "Não sei a extensão das feridas de Gabby, só que ela estava com muita dor. Eu acabei com a vida dela, achei que foi misericordioso, que era o que ela queria, mas vejo agora todos os erros que cometi. Entrei em pânico. Fiquei em choque. Mas a partir do momento que decidi, tirei a dor dela, sabia que não poderia continuar sem ela".  
O teor da confissão irritou a mãe da jovem. "Isto é ridículo. Ele ainda queria parecer o mocinho, mas nós sabemos como ela morreu", disse numa entrevista. 

## Curiosidades
- Maio de 2022: Nichole Schmidt, mãe da influencer Gabby Petito, abriu um processo em torno do espólio de Brian Laundrie, pedindo US$ 30 mil por perdas após a morte da filha; [9]
- Agosto de 2022: a mãe de Gabby anunciou que a Fundação Gabby Petito doaria 100 mil dólares para o programa Hope Can't Wait, que ajuda vítimas de violência doméstica [4]
- Novembro de 2022: os pais do criminoso foram condenados a pagar uma indenização de US$ 3 milhões aos pais da vítima por omitirem informações e possivelmente acobertarem o crime. [10]